# بخش مامیت
بخش مامیت (به انگلیسی: Mamit district) یک منطقهٔ مسکونی در هند است که در میزورام واقع شده‌است. بخش مامیت ۳٬۰۲۵ کیلومتر مربع مساحت و ۸۶٬۳۶۴ نفر جمعیت دارد.